# Rivière la Sarcelle
La rivière la Sarcelle est un cours d'eau de Basse-Terre en Guadeloupe se jetant dans la mer des Caraïbes.

## Géographie

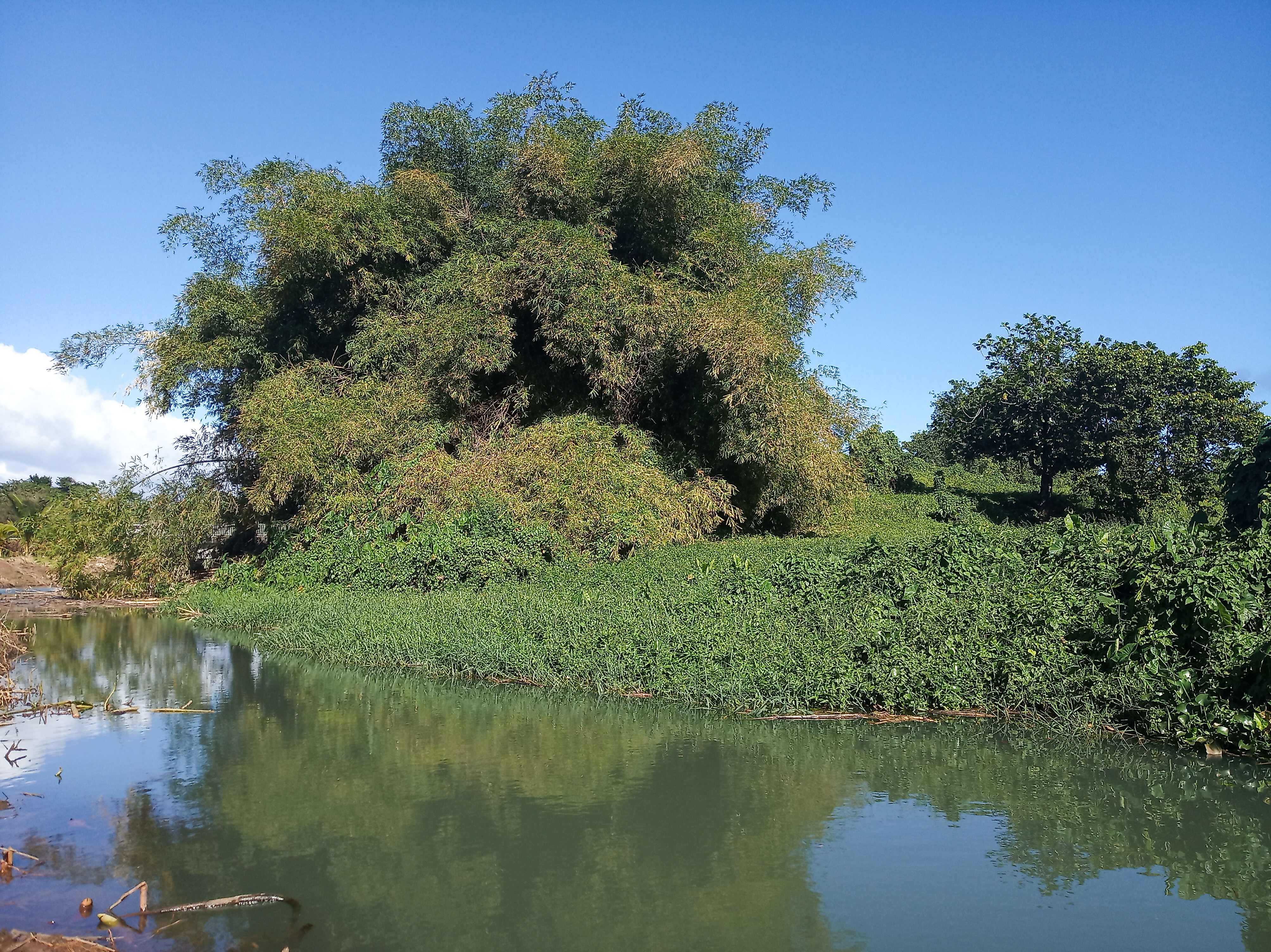
La Sarcelle, avant son embouchure.

Longue de 8,1 km, la rivière la Sarcelle prend sa source à environ 250 m d'altitude dans la forêt Sarcelle à la limite des territoires de Petit-Bourg et Goyave. Elle est alimentée sur son cours par les eaux de la ravine Moncirade, de la ravine Dondae, de la ravine Deux-Bras, de la ravine Agette et enfin de la ravine Bergette pour se jeter dans la mer des Caraïbes au sud de la plage de Viard, au lieu-dit Sarcelle dont elle tient son nom.
Elle marque sur l'ensemble de son cours la limite territoriale entre les communes de Petit-Bourg – sur sa rive gauche – et de Goyave – sur sa rive droite –.